# Valea Seacă (okręg Satu Mare)
Valea Seacă – wieś w Rumunii, w okręgu Satu Mare, w gminie Tarna Mare. W 2011 roku liczyła 1158 mieszkańców.